# Psammophis longifrons
Psammophis longifrons är en ormart som beskrevs av Boulenger 1896. Psammophis longifrons ingår i släktet Psammophis och familjen snokar. Inga underarter finns listade i Catalogue of Life.
Denna orm förekommer med två från varandra skilda populationer i Indien, en i centrala delen och den andra i västra delen av landet. Arten lever i låglandet och i kulliga områden upp till 560 meter över havet. Individerna lever i lövfällande skogar. De vistas på marken och klättrar i träd. Födan utgörs av geckoödlor, skinkar och andra ödlor. Honor lägger ägg.
För beståndet är inga hot kända. Antagligen har Psammophis longifrons bra anpassningsförmåga. IUCN listar arten som livskraftig (LC).